# Parafia Matki Bożej Nieustającej Pomocy w Koreliczach
Parafia Matki Bożej Nieustającej Pomocy w Koreliczach – rzymskokatolicka parafia znajdująca się w diecezji grodzieńskiej, w dekanacie nowogródzkim, na Białorusi. Parafię prowadzą paulini. Dom zakonny ojców paulinów w Koreliczach był pierwszą wspólnotą tego zakonu na Białorusi.

## Historia
Najprawdopodobniej pierwszy kościół w Koreliczach powstał w 1938 z fundacji hrabiów Żółtowskich i okolicznych osadników. Początkowo Korelicze należały do parafii Matki Bożej Nieustającej Pomocy w Niehniewiczach.
Po włączeniu Korelicz w granicę Związku Sowieckiego kościół znacjonalizowano. Władze urządziły w nim sklep monopolowy, stajnię i magazyn. Świątynia została zwrócona w 1991. Po wyremontowaniu, 26 września 1992 świątynię konsekrowali biskup grodzieński Aleksander Kaszkiewicz oraz arcybiskup gdański Tadeusz Gocłowski.